# Рослини Рівненської області, занесені до Червоної книги України
Список рослин Рівненської області, занесених до Червоної книги України.

## Статистика
До списку входить 105 видів рослин, з них:
- Судинних рослин — 89;
- Мохоподібних — 7;
- Водоростей — 4;
- Лишайників — 0;
- Грибів — 5.

Серед них за природоохоронним статусом: 
- Вразливих — 54;
- Рідкісних — 25;
- Недостатньо відомих  — 0;
- Неоцінених — 17;
- Зникаючих — 9;
- Зниклих у природі — 0;
- Зниклих — 0.

## Список видів
| № п/п | Українська назва виду                                  | Латинська назва виду                                                 | Природоохоронний статус | Група           |
| ----- | ------------------------------------------------------ | -------------------------------------------------------------------- | ----------------------- | --------------- |
| 1     | Аконіт опушеноплодий                                   | Aconitum lasiocarpum (Rchb.) Göyer                                   | Вразливий               | Судинні рослини |
| 2     | Альдрованда пухирчаста                                 | Aldrovanda vesiculosa L.                                             | Рідкісний               | Судинні рослини |
| 3     | Астрагал піщаний                                       | Astragalus arenarius L.                                              | Вразливий               | Судинні рослини |
| 4     | Бамбузіна Бребіссона                                   | Bambusina brebissonii Kütz. ex Kütz.                                 | Рідкісний               | Водорості       |
| 5     | Баранець звичайний                                     | Huperzia selago (L.) Bernh. ex Schrank et Mart.                      | Неоцінений              | Судинні рослини |
| 6     | Батрахоспермум зовнішньоплідний                        | Batrachospermum ectocarpum Sirodot                                   | Вразливий               | Водорості       |
| 7     | Береза низька                                          | Betula humilis Schrank                                               | Вразливий               | Судинні рослини |
| 8     | Береза темна                                           | Betula obscura А.Kotula                                              | Рідкісний               | Судинні рослини |
| 9     | Борідник паростковий                                   | Jovibarba sobolifera (Sims.) Opiz                                    | Рідкісний               | Судинні рослини |
| 10    | Булатка великоквіткова                                 | Cephalanthera damasonium (Mill.) Druce                               | Рідкісний               | Судинні рослини |
| 11    | Булатка довголиста                                     | Cephalanthera longifolia (L.) Fritsch                                | Рідкісний               | Судинні рослини |
| 12    | Булатка червона                                        | Cephalanthera rubra (L.) Rich.                                       | Рідкісний               | Судинні рослини |
| 13    | Верба лапландська                                      | Salix lapponum L.                                                    | Вразливий               | Судинні рослини |
| 14    | Верба Старке                                           | Salix starkeana Willd.                                               | Вразливий               | Судинні рослини |
| 15    | Верба чорнична                                         | Salix myrtilloides L.                                                | Вразливий               | Судинні рослини |
| 16    | Відкасник татарниколистий, дев'ятисил татарниколистий  | Carlina onopordifolia Besserex Szafer, Kulcz. et Pawł.               | Вразливий               | Судинні рослини |
| 17    | Вовче лико пахуче (боровик)                            | Daphne cneorum L.                                                    | Вразливий               | Судинні рослини |
| 18    | Гвоздика несправжньопізня                              | Dianthus pseudoserotinus Błocki                                      | Вразливий               | Судинні рослини |
| 19    | Гелодій Бландова                                       | Helodium blandowii (F.Weberet D.Mohr) Warnst.                        | Вразливий               | Мохоподібні     |
| 20    | Глевчак однолистий (малаксис однолистий)               | Malaxis monophyllos (L.) Sw.                                         | Вразливий               | Судинні рослини |
| 21    | Гніздівка звичайна                                     | Neottia nidus-avis (L.) Rich.                                        | Неоцінений              | Судинні рослини |
| 22    | Горицвіт весняний                                      | Adonis vernalis L.                                                   | Неоцінений              | Судинні рослини |
| 23    | Гронянка багатороздільна                               | Botrychium multifidum (S.G.Gmel.) Rupr.                              | Рідкісний               | Судинні рослини |
| 24    | Гудієра повзуча                                        | Goodyera repens (L.) R.Br.                                           | Вразливий               | Судинні рослини |
| 25    | Жировик Льозеля                                        | Liparis loeselii (L.) Rich.                                          | Вразливий               | Судинні рослини |
| 26    | Жостір фарбувальний                                    | Rhamnus tinctoria Waldst. et Kit.                                    | Рідкісний               | Судинні рослини |
| 27    | Журавлина дрібноплода                                  | Oxycoccus microcarpus Turcz. ex Rupr.                                | Вразливий               | Судинні рослини |
| 28    | Зелениця сплюснута (дифазіаструм сплюснутий)           | Diphasiastrum complanatum (L.) Holub                                 | Рідкісний               | Судинні рослини |
| 29    | Зелениця Цайллера (дифазіаструм Цайллера)              | Diphasiastrum zeilleri (Rouy) Holub                                  | Зникаючий               | Судинні рослини |
| 30    | Зіновать Пачоського, рокитничок Пачоського             | Chamaecytisus paczoskii (V. Krecz.) Klásk.                           | Рідкісний               | Судинні рослини |
| 31    | Зозулинець шоломоносний                                | Orchis militaris L.                                                  | Вразливий               | Судинні рослини |
| 32    | Зозулині сльози яйцеподібні                            | Listera ovata (L.) R.Br.                                             | Неоцінений              | Судинні рослини |
| 33    | Зозулині черевички справжні                            | Cypripedium calceolus L.                                             | Вразливий               | Судинні рослини |
| 34    | Зозульки м'ясочервоні (пальчатокорінник м'ясочервоний) | Dactylorhiza incarnata (L.) Soy s.l.                                 | Вразливий               | Судинні рослини |
| 35    | Зозульки плямисті (пальчатокорінник плямистий)         | Dactylorhiza maculata (L.) Soό s.l.                                  | Вразливий               | Судинні рослини |
| 36    | Зозульки травневі (пальчатокорінник травневий)         | Dactylorhiza majalis (Rchb.) P.F.Hunt et Summerhayes s.l.            | Рідкісний               | Судинні рослини |
| 37    | Зозульки Фукса (пальчатокорінник Фукса)                | Dactylorhiza fuchsii (Druce) Soy                                     | Неоцінений              | Судинні рослини |
| 38    | Клокичка периста                                       | Staphylea pinnata L.                                                 | Рідкісний               | Судинні рослини |
| 39    | Ковила волосиста                                       | Stipa capillata L.                                                   | Неоцінений              | Судинні рослини |
| 40    | Ковила пірчаста                                        | Stipa pennata L.                                                     | Вразливий               | Судинні рослини |
| 41    | Комоничок зігнутий                                     | Succisella inflexa (Kluk) G. Beck                                    | Рідкісний               | Судинні рослини |
| 42    | Конюшина червонувата                                   | Trifolium rubens L.                                                  | Рідкісний               | Судинні рослини |
| 43    | Коральковець тричінадрізаний                           | Corallorhiza trifida Chätel.                                         | Рідкісний               | Судинні рослини |
| 44    | Коручка болотна                                        | Epipactis palustris (L.) Crantz                                      | Вразливий               | Судинні рослини |
| 45    | Коручка темно-червона                                  | Epipactis atrorubens (Hoffm. ex Bernh.) Besser                       | Вразливий               | Судинні рослини |
| 46    | Коручка чемерникоподібна (коручка широколиста)         | Epipactis helleborine (L.) Crantz                                    | Неоцінений              | Судинні рослини |
| 47    | Косарики черепитчасті                                  | Gladiolus imbricatus L.                                              | Вразливий               | Судинні рослини |
| 48    | Костриця блідувата                                     | Festuca pallens Host.                                                | Рідкісний               | Судинні рослини |
| 49    | Листочня кучерява, спарасис кучерявий                  | Sparassis crispa (Wulfen) Fr.                                        | Зникаючий               | Гриби           |
| 50    | Лілія лісова                                           | Lilium martagon L.                                                   | Неоцінений              | Судинні рослини |
| 51    | Ломикамінь болотний                                    | Saxifraga hirculus L.                                                | Вразливий               | Судинні рослини |
| 52    | Ломикамінь зернистий                                   | Saxifraga granulata L.                                               | Зникаючий               | Судинні рослини |
| 53    | Любка дволиста                                         | Platanthera bifolia (L.) Rich.                                       | Неоцінений              | Судинні рослини |
| 54    | Любка зеленоквіткова                                   | Platanthera chlorantha (Cust.) Rchb.                                 | Рідкісний               | Судинні рослини |
| 55    | Меезія тригранна                                       | Meesia triquetra (L. ex Jolycl.) Engstr.                             | Зникаючий               | Мохоподібні     |
| 56    | Меч-трава болотна                                      | Cladium mariscus (L.) Pohl s.l.                                      | Вразливий               | Судинні рослини |
| 57    | Місячниця оживаюча (лунарія оживаюча)                  | Lunaria rediviva L.                                                  | Неоцінений              | Судинні рослини |
| 58    | Молодильник озерний                                    | Isoëtes lacustris L.                                                 | Вразливий               | Судинні рослини |
| 59    | Молочай волинський                                     | Euphorbia volhynica Besserex Racib.                                  | Рідкісний               | Судинні рослини |
| 60    | Моховик паразитний                                     | Boletus parasiticus Fr.                                              | Рідкісний               | Гриби           |
| 61    | Мутин малиновий                                        | Mutinus ravenelii (Berk. et M.A. Curtis) E. Fish                     | Рідкісний               | Гриби           |
| 62    | М'якух болотний (хаммарбія болотна)                    | Hammarbya paludosa (L.) O.Kuntze                                     | Зникаючий               | Судинні рослини |
| 63    | Осока дводомна                                         | Carex dioica L.                                                      | Вразливий               | Судинні рослини |
| 64    | Осока Девелла                                          | Carex davalliana Smith                                               | Вразливий               | Судинні рослини |
| 65    | Осока затінкова                                        | Carex umbrosa Host                                                   | Неоцінений              | Судинні рослини |
| 66    | Осока тонкокореневищна                                 | Carex chordorrhiza Ehrh.                                             | Вразливий               | Судинні рослини |
| 67    | Осока торфова                                          | Carex heleonastes Ehrh.                                              | Зникаючий               | Судинні рослини |
| 68    | Осока Хоста                                            | Carex hostiana DC.                                                   | Вразливий               | Судинні рослини |
| 69    | Палудела відстовбурчена                                | Paludella squarrosa (Hedw.) Brid.                                    | Зникаючий               | Мохоподібні     |
| 70    | Півники сибірські                                      | Iris sibirica L.                                                     | Вразливий               | Судинні рослини |
| 71    | Підсніжник білосніжний (підсніжник звичайний)          | Galanthus nivalis L.                                                 | Неоцінений              | Судинні рослини |
| 72    | Плавун щитолистий                                      | Nymphoides peltata (S.G.Gmel.) Kuntze                                | Вразливий               | Судинні рослини |
| 73    | Плаун річний                                           | Lycopodium annotinum L.                                              | Вразливий               | Судинні рослини |
| 74    | Плаунець заплавний (лікоподієлла заплавна)             | Lycopodiella inundata (L.) Holub                                     | Рідкісний               | Судинні рослини |
| 75    | Плодоріжка блощична (зозулинець блощичний)             | Anacamptis coriophora (L.) R.M. Bateman, Pridgeon et M.W. Chase s.l. | Вразливий               | Судинні рослини |
| 76    | Плодоріжка салепова (зозулинець салеповий)             | Anacamptis morio (L.) R.M. Bateman, Pridgeon et M.W. Chase           | Вразливий               | Судинні рослини |
| 77    | Псевдокаліергон плауноподібний                         | Pseudocalliergon lycopodioides (Brid.) Hedenäs                       | Вразливий               | Мохоподібні     |
| 78    | Псевдокаліергон трирядний                              | Pseudocalliergon trifarium (F.Weber et D. Mohr) Loeske               | Зникаючий               | Мохоподібні     |
| 79    | Псевдорхіс білуватий (лейкорхіс білуватий)             | Pseudorchis albida (L.) A.Löveet D.Löve                              | Вразливий               | Судинні рослини |
| 80    | Пухирник малий                                         | Utricularia minor L.                                                 | Вразливий               | Судинні рослини |
| 81    | Пухирник середній                                      | Utricularia intermedia Hayne                                         | Вразливий               | Судинні рослини |
| 82    | Росичка англійська (росичка довголиста)                | Drosera anglica Huds.                                                | Вразливий               | Судинні рослини |
| 83    | Росичка середня                                        | Drosera intermedia Hayne                                             | Вразливий               | Судинні рослини |
| 84    | Сашник іржавий                                         | Schoenus ferrugineus L.                                              | Вразливий               | Судинні рослини |
| 85    | Сверція багаторічна (бешишниця багаторічна)            | Swertia perennis L.                                                  | Вразливий               | Судинні рослини |
| 86    | Сироїжка синювата                                      | Russula turci Bres.                                                  | Вразливий               | Гриби           |
| 87    | Ситник бульбистий                                      | Juncus bulbosus L.                                                   | Вразливий               | Судинні рослини |
| 88    | Ситняг сосочкоподібний                                 | Eleocharis mamillata Lindb. f.                                       | Вразливий               | Судинні рослини |
| 89    | Скополія карніолійська                                 | Scopolia carniolica Jacq.                                            | Неоцінений              | Судинні рослини |
| 90    | Скорпідій скорпіоноподібний                            | Scorpidium scorpioides (Hedw.) Limpr.                                | Вразливий               | Мохоподібні     |
| 91    | Смілка литовська                                       | Silene lithuanica Zapał.                                             | Неоцінений              | Судинні рослини |
| 92    | Сон лучний (сон чорніючий, сон богемський)             | Pulsatilla pratensis (L.) Mill. s.l.                                 | Неоцінений              | Судинні рослини |
| 93    | Сон розкритий                                          | Pulsatilla patens (L.) Mill. s.l.                                    | Неоцінений              | Судинні рослини |
| 94    | Сфагн Вульфа                                           | Sphagnum wulfianum Girg.                                             | Зникаючий               | Мохоподібні     |
| 95    | Товстянка звичайна                                     | Pinguicula vulgaris L.                                               | Вразливий               | Судинні рослини |
| 96    | Торея найрозгалуженіша                                 | Thorea ramosissima Bory                                              | Рідкісний               | Водорості       |
| 97    | Тофільдія чашечкова                                    | Tofieldia calyculata (L.) Wahlenb.                                   | Вразливий               | Судинні рослини |
| 98    | Хамедафна чашечкова (торфяниця чашечкова)              | Chamaedaphne calyculata (L.) Moench                                  | Вразливий               | Судинні рослини |
| 99    | Хара витончена                                         | Chara delicatula C. Agardh                                           | Рідкісний               | Водорості       |
| 100   | Хрящ-молочник золотисто-жовтий                         | Lactarius chrysorrheus Fr.                                           | Вразливий               | Гриби           |
| 101   | Цибуля ведмежа (черемша)                               | Allium ursinum L.                                                    | Неоцінений              | Судинні рослини |
| 102   | Шейхцерія болотна                                      | Scheuchzeria palustris L.                                            | Вразливий               | Судинні рослини |
| 103   | Шолудивник королівський                                | Pedicularis sceptrum-carolinum L.                                    | Вразливий               | Судинні рослини |
| 104   | Язичник сибірський (буковинський, український)         | Ligularia sibirica Cass.                                             | Вразливий               | Судинні рослини |
| 105   | Язичок зелений                                         | Coeloglossum viride (L.) C.Hartm.                                    | Рідкісний               | Судинні рослини |